# 217 Eudora
217 Eudora este un asteroid din centura principală, descoperit pe 30 august 1880, de Jérôme Coggia.